# 鈴木昇
鈴木 昇（すずき のぼる、1944年（昭和19年）3月21日 - ）は、日本の政治家。宮城県気仙沼市長を旧市、新市合わせて4期務めた。そのほか宮城県議会議員（3期）、気仙沼市議会議員（2期）を歴任。旭日中綬章受章。

## 概要
- 1993年の衆議院総選挙に新生党公認で中選挙区時代の宮城2区（定員3）から立候補したが、8人中7位で落選した。（当選は菊池福治郎、日野市朗、大石正光。 鈴木より上位の落選者には土井喜美夫(前石巻市長)、安住淳(現宮城5区選出)、長谷川章(長谷川峻の長男で元宮城県議会議員)がいた）。
- 気仙沼市長選挙で当時の現職小野寺信雄を破り当選したが、衆議院選挙では義子の小野寺五典を初めて立候補したときから全面支援している。
- 唐桑・本吉両町との合併を推進した。

## 栄典
- 2014年11月 平成26年秋の叙勲で旭日中綬章を受章[2]。